# Boiadeiro de Berna

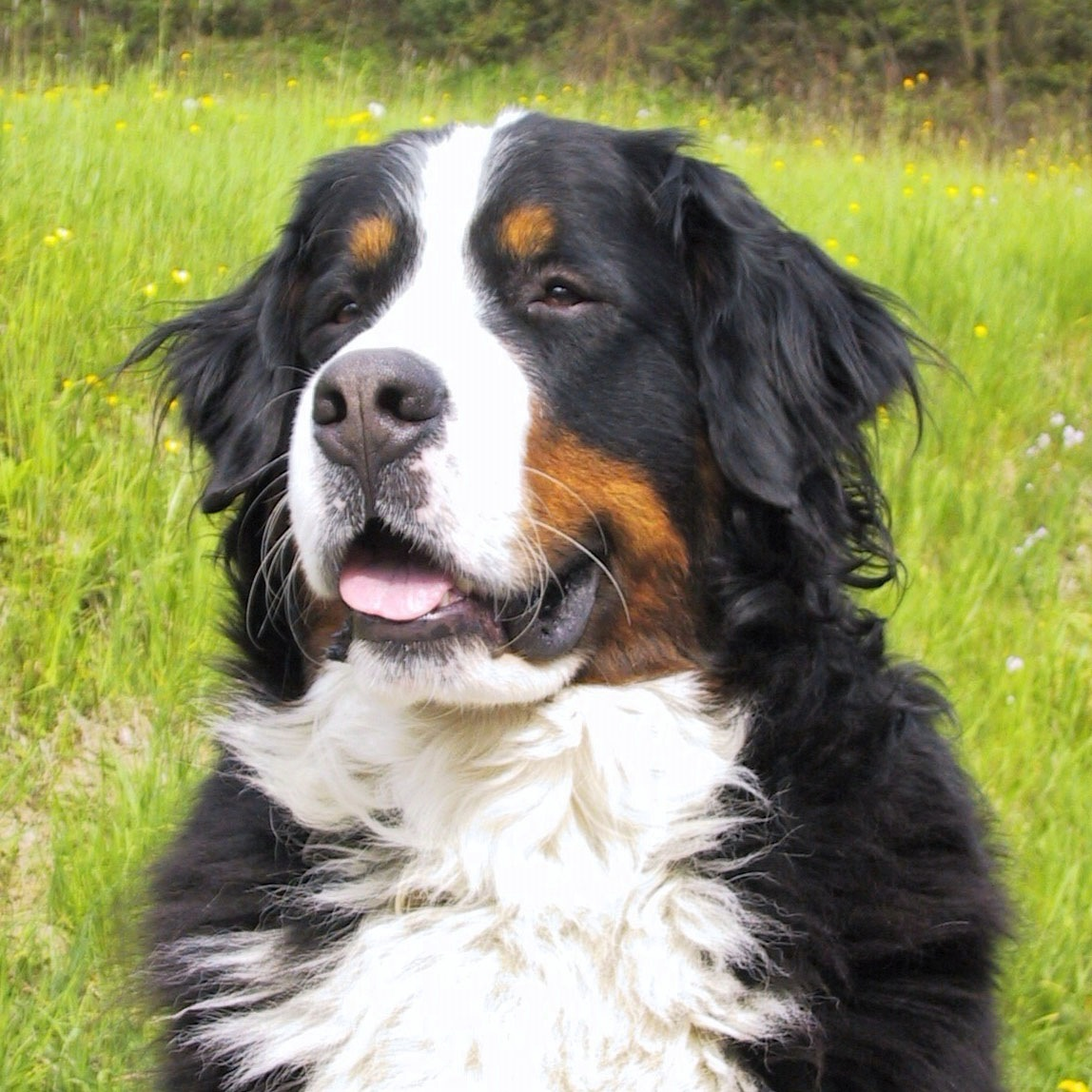
Boiadeiro de Berna

Boiadeiro de Berna[Nota] (em alemão:  Berner Sennenhund), também chamado de bernese e boiadeiro-bernês, é uma raça canina de trabalho originária de Berna, na Suíça.  É uma das quatro raças regionais de cães de boiadeiro dos alpes suíços, juntamente com o Grande suíço, o Boiadeiro de Appenzell, e o Boiadeiro de Entlebuch. Pertencendo então ao grupo dos boiadeiros suíços. 
Pode estar relacionado ao cão são-bernardo e até mesmo ao rottweiler, devido a origem histórica e uso semelhantes e proximidade regional entre tais raças.

## História
O Boiadeiro de Berna é um cão de fazenda de origem ancestral que, nos pré-Alpes de Berna e campos do centro do respectivo cantão era utilizado como cão de guarda, cão de tração e boiadeiro. Chamava-se originariamente “ Dürrbachler”, como um "gentílico" do lugar e estalagem de nome Dürrbach, perto de Riggisberg, cantão de Berna, onde este boiadeiro tricolor de pêlo longo era especialmente conhecido. Em 1902, 1904 e 1907, exemplares desta raça foram apresentados em exposições caninas. Em 1907, alguns criadores da região de Berthoud (Burgdorf) decidiram promover a criação pura deste boiadeiro autóctone, fundando o “Club Suisse du Dürrbachler”, fixando então os traços característicos da raça num primeiro padrão racial. Na exposição canina em Berthoud, os agricultores da região conseguiram apresentar já 107 exemplares. Desde aí, o cão, rebaptizado “Boiadeiro de Berna”, e a exemplo de outras raças de cães boiadeiros suíços, expandiu-se rapidamente em toda a Suíça e sul da Alemanha.
Em 1908 numa exposição, exemplares de pêlo curto foram separados pelo professor Albert Heim (pioneiro organizador das raças suíças) que os reclassificou como uma raça separada dando origem ao Grande Boiadeiro Suíço, considerando-o o mais próximo do extinto e lendário Grande Cão Montanhês outrora presente em boa parte da Europa.
Hoje o Boiadeiro de Berna é conhecido e apreciado em todo o mundo, graças ao seu manto tricolor com marcas e manchas bem repartidas, às suas faculdades de adaptação e às suas qualidades de cão de família.

## Características

### Pelagem e cor
O pelo é longo e brilhante, liso ou ligeiramente ondulado. A cor de fundo deve ser preta, com marcas cor de fogo (castanho-avermelhado escuro) nas faces, por cima dos olhos, nos quatro membros e no peito e com marcas brancas:
- marcas bem brancas na cabeça, claramente delimitadas e simétricas; lista que, em direcção à trufa, se alarga dos dois lados do chanfro para desenhar o branco no focinho;
- em largura, a lista não deverá ir até às marcas fogo por cima dos olhos, e o branco no focinho não deverá ultrapassar a comissura dos lábios;
- região branca ininterrupta e moderadamente larga no pescoço e peito.
- procurado: pés e ponta da cauda brancos;
- tolerado: pequena mancha branca na nuca e sob a cauda.

### Doenças Comuns
Algumas das doenças recorrentes que podem acometer o Boiadeiro de Berna são:
- displasia coxofemoral;
- displasia de cotovelo;
- histiocitose;
- torção gástrica;

### Altura
Altura na cernelha: 

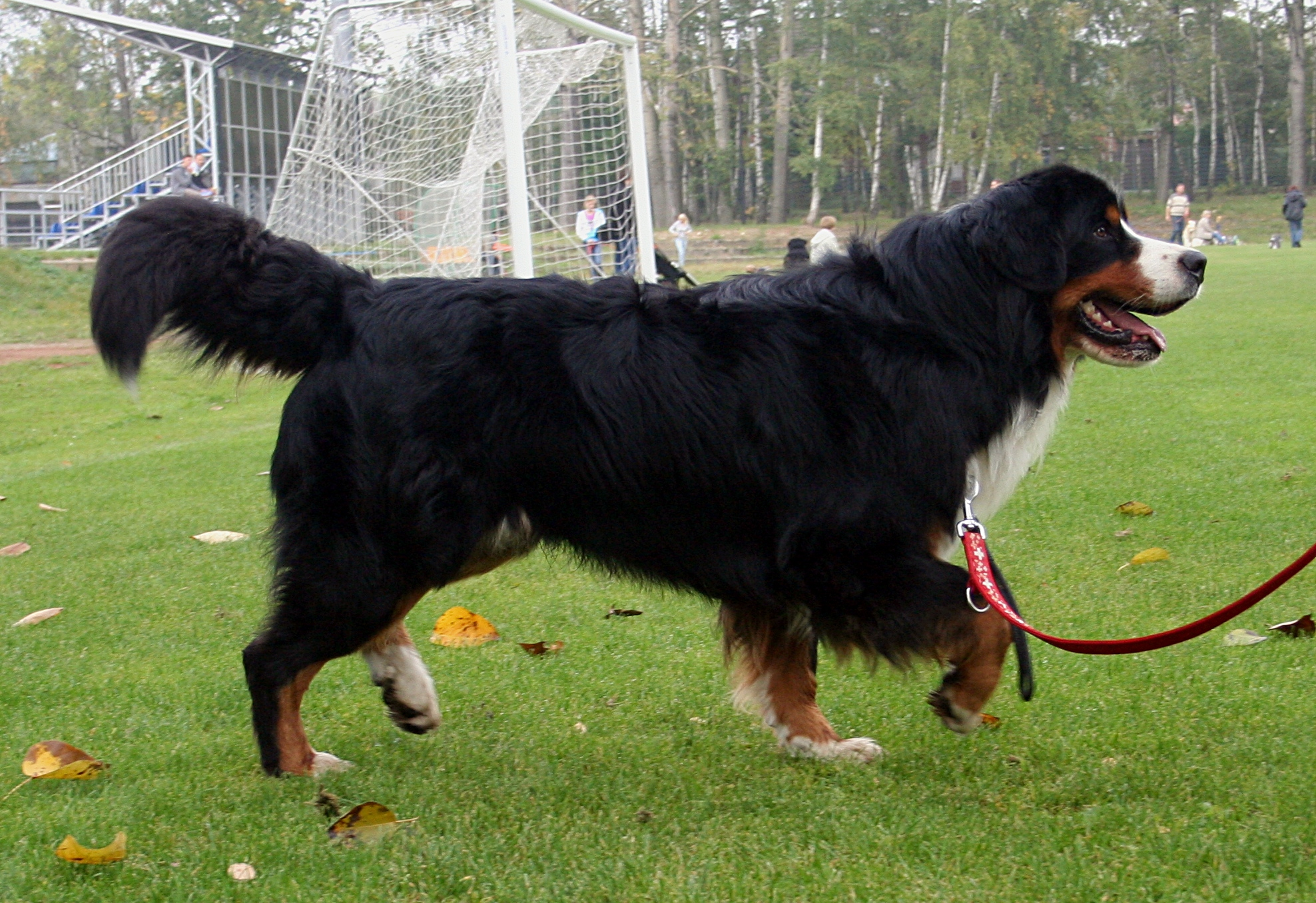
Movimentação do Boiadeiro-bernês

- Machos: 64 - 70 cm; tamanho ideal: 66 - 68 cm;
- Fêmeas: 58 - 66 cm; tamanho ideal: 60 - 63 cm.

### Peso
- Machos 45 - 60 kg
- Fêmeas 40 - 50 kg

## Temperamento
De acordo com o standard da raça o Boieiro de Berna não deve ser " agressivo, medroso ou receoso" mas sim " bem equilibrado, atento, vigilante e sem medo nas circunstâncias do dia-a-dia, é bondoso naturalmente e fiel com os seus donos, seguro de si e pacífico com estranhos , de temperamento médio e dócil".
O temperamento de cada individuo pode variar, pois nem todos os cães são criados de modo a manter o standard da raça. Estes cães, assim como os outros, devem iniciar seu processo de socialização ainda filhotes.

## Saúde
Considera-se o seu pelo auto lavável pelo que não requer grandes cuidados: uma escovadela semanal é o necessário para manter o pêlo em bom estado. 
Os problemas de saúde mais comuns são: Displasia coxo-femoral (que é o mau encaixe da cabeça do fémur no acetábulo). Este problema é geralmente hereditário e provoca grande dor e sofrimento ao animal, provocando dificuldade na locomoção. Por esta razão aconselha-se a que a reprodução seja feita entre exemplares sem este tipo de problema. Como precaução adicional deve-se ainda radiografar o filhote quando ele atingir os 18 meses de idade.
A torção do estômago é frequentemente fatal e o cão deve ser conduzido imediatamente ao veterinário. O abdómen aumenta de tamanho e o animal fica muito sensível, sentindo muita dor ao toque. Para evitar que este problema ocorra, deve-se alimentar o animal 2 vezes ao dia e ter o cuidado de não o exercitar logo após a refeição.
Entrópia e ectrópia são anomalias das pálpebras que surgem por hereditariedade. Na entrópia ocorre inversão da pálpebra e esta fica em contacto constante com a córnea podendo causar úlceras e o na ectrópia ocorre reversão das pálpebras conduzindo a conjuntivites constantes.
Desenvolvimento de cancros é uma das principais causa de morte na raça.